# ギフトケーダー
ギフトケーダー（ドイツ語: Giftköder）は、ドイツ全土で発見される犬などのペットに害を与えることを目的として公共の場に置かれる毒餌、またはその行為をさす。

## 概要
ドイツ語でGiftは「毒」を意味し、köderは釣りや狩りの際に使用されるエサのことである。
ドイツ全土で行われているが公式な統計はない。2015年で1800件、2014年で1277件ほど報告されている。

## ギフトケーダーの種類
- ネズミ用毒物
  - 殺鼠剤として使われる鼠取り用の毒物を餌に仕込んで使用される[2]
- ナメクジ駆除用毒物
  - 低用量であれば犬にとって無害である。しかし、毒餌による攻撃のように高濃度になると、獣医師の治療を受けなければ、わずか30～60分でペットの命にかかわることがある。
- 刃物
  - 剃刀や釘などの鋭利なもを、ミートボールやソーセージなど、犬が好む食べ物の中に仕込み使用される。